# El lobo de Wall Street (libro)
El lobo de Wall Street es un libro de memorias del excorredor de bolsa estadounidense Jordan Belfort, publicado por primera vez en septiembre de 2007 por Bantam Books, luego adaptado en una película de 2013 del mismo nombre (dirigida por Martin Scorsese y protagonizada por Leonardo DiCaprio en el papel de Belfort). El relato autobiográfico de Belfort continuó con Atrapando al lobo de Wall Street, publicado en 2009.

## Sinopsis
Belfort cuenta la historia de su vida y la creación de Stratton Oakmont, una agencia de corredores dedicada al pump and dump con acciones de un centavo. La firma fue cerrada por los reguladores a finales de la década de 1990, y Belfort fue encarcelado por fraude de valores.